# Litoria auae
Litoria auae es una especie de anfibio anuro del género Litoria, de la familia Pelodryadidae. 

## Distribución geográfica
Es originaria de Papúa Nueva Guinea. Vive que alta de 600 metros sobre nivel del mar.  Vive en plantas cortas cerca de bosques.
Esta rana puede crecer a 5.5 cm de largo.